# Kepulauan Seribu Utara
Kepulauan Seribu Utara (Noordelijke Duizendeilanden) is een onderdistrict (kecamatan) van Duizendeilanden, in het westelijk deel van de Javazee ten noorden van Jakarta, Indonesië.

## Verdere onderverdeling
Het onderdistrict Kepulauan Seribu Utara is verdeeld in 3 kelurahan:
1. Pulau Harapan
2. Pulau Kelapa
3. Pulau Panggang